# Raúl Portal
Raúl Alberto Portal (23 de septiembre de 1939 - 14 de octubre de 2020) fue un periodista, humorista y conductor de radio y televisión argentino de extensa trayectoria.

## Trayectoria

### Medios de comunicación
Raúl Portal fue un periodista y conductor televisivo y radial argentino que entre las décadas de 1980 y 1990 se caracterizó por crear palabras, frases o expresiones que se hicieron populares como "Tirá la buena que vuelve", "Mboheio", "¡Hop Hop!", "¡Churculele!", "¡Jurujujaja!", "Chotarra", "Caracúlico", "Bolufrase", "Pisabrotes", "Sorbole" etc.

### Televisión

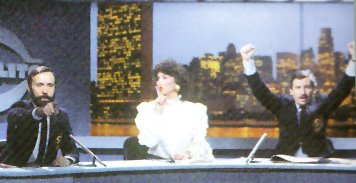
De izquierda a derecha: Raúl Portal, Virginia Hanglin y Raúl Becerra conduciendo una de las emisiones de Semanario Insólito, 1982.

En 1981 comienza con su humor de estilo insólito en un bloque propio en el programa Show Fantástico conducido por Fernando Bravo en ATC. Luego fue parte de Semanario Insólito entre 1982 y 1983, por ATC (Argentina Televisora Color), un programa que combinaba humor con noticias, donde compartió la conducción del ciclo con Adolfo Castelo, Virginia Hanglin y Raúl Becerra. Este programa, innovador para la TV argentina de entonces en su formato de noticiero humorístico/satírico, abriría la puerta en un futuro a otros envíos televisivos similares de gran éxito como La noticia rebelde y Caiga quien caiga.
En 1983, Portal abandona este programa y pasa a Canal 13 donde realiza el ciclo Misteriodismo. En 1984, tuvo a su cargo una sección del programa Sábados de la bondad, por Canal 9, en donde mantuvo una polémica con el conductor televisivo y periodista Roberto Pettinato.
En 1985 conduce junto con Virginia Hanglin y el periodista Enrique Alejandro Mancini el programa La Hora de los Juegos por Canal 11.
En 1988 Portal fue el creador de Noti-Dormi también en ATC. Este programa se transformó en el primer envío de televisión abierta en Argentina emitido en la trasnoche en alcanzar una importante repercusión, en cuanto a audiencia. Se mantendría en el aire hasta 1990. De allí se desprendió el programa veraniego de 1989, Mar del hop, por Canal 11.
También en 1988 (pero por canal 11) condujo Los juegos del terror con Virginia Hanglin y "el conde Atilio" un personaje al que para ganar, los participantes debían hacer reír. Este programa también tuvo su versión uruguaya conducido por Raúl Portal y el mismo equipo que en Argentina pero realizado y emitido por Canal 4 Monte Carlo TV de Montevideo.
En el verano de 1991, conduce Todos somos detectives, por Canal 9.
En el verano de 1992 regresa a ATC donde hace La Fiesta Hop que intentaba reeditar Noti-Dormi, con un programa que iba a las 2 de la madrugada -después de los festivales folclóricos-. Pasado el verano y por la misma pantalla, conduce el programa Robocopia junto a Raúl Becerra y con la participación de Andrea Campbell.
En Perdona Nuestros Pecados, más conocido como PNP (1994-2002) la producción era de su hijo Gastón Portal y se encontraba acompañado en la conducción -en su primera etapa- por Federica Pais y más tarde por Mariana Fabbiani. Este programa debutó en ATC y luego pasó por las pantallas de Canal 9, Canal 13 y Telefé. El programa se basaba en encontrar errores o hechos humorísticos en los demás programas que se emitían en la televisión local. En él, además de llevar la temática de hacer humor a partir de los yerros semanales o históricos ocurridos al aire en la televisión argentina y a los que hayan podido tener acceso a sus grabaciones, Portal también encabezó una cruzada mediática para desenmascarar a engañadores y falsos ilusionistas que hacían sus "presentaciones" en algún programa de televisión. Para ello, apelaba a su vocabulario personal, autodenominándose "cazachantas" y denominando a tales engañadores como "curranderos", "manochantas", "parasitólogos", "dementalistas", "taradotistas", etc. El caso más resonante fue en el año 1995, cuando desenmascaró a los "telépatas" venezolanos Janín Farías y Javier Villada, quienes habían promocionado sus demostraciones en los programas de Susana Giménez y Nicolás Repetto. Con su temática, PNP fue el pionero de un estilo que luego sería retomado por otros programas como Televisión Registrada, El ojo cítrico, Ran15, Zapping, Bendita entre otros.
En la década de 1990 participó varias veces del programa Polémica en el bar.
En 1996 condujo el ciclo El Portal de la Noche por Canal 9, en este programa hizo su debut en televisión Laura Franco, a la que Portal popularizó con el sobrenombre Panam.
En 1998, también con Mariana Fabbiani, condujo el ciclo de verano Móvil 13, por la pantalla de Canal 13.
En 2002 hizo en Canal 9 el programa Upa! El Ánimo que a fines de ese año se pasa al Canal 7, en el que se mantiene por un año más.
Estuvo vinculado a la protección y tenencia responsable de las mascotas con su programa El Portal de las Mascotas que se emitiera por Telefe (2001-2002), Canal 9 (2002) y América 2 (2005-2006). Obtuvo el Premio Martín Fierro en la categoría "Mejor programa de servicios" en el año 2002.
En 2004 y por Canal 7, hacía el programa Son... de todos, dedicado al género musical cubano.
Se emitía en 2009 por la señal de televisión por cable Magazine (propiedad del Grupo Clarín), el programa tiene una revista y un blog homónimos.
En 2013, condujo el programa Doble Visión por América 24.

### Radio
La carrera de Portal en la radiofonía se remonta al año 1970, cuando comenzó a trabajar en Radio Mitre. Comenzó con sus ciclos Paralelos, por Radio El Mundo y Radio Argentina, y Los Grandes Bailables de Paralelos, por Radio Argentina en los años '80. En la década del noventa hizo el programa matinal Levántese Contento por Radio Continental. En 2006 condujo El Portal del mediodía por Radio El Sol.
En 2009 condujo un programa semanal los días sábados, en Radio Provincia de Buenos Aires, llamado El Portal de la Tarde, pero debió renunciar por presión de los empleados de la emisora por su defensa de Julio César Grassi. Luego condujo Upa el ánimo y Todo Cuba los domingos en Radio Concepto AM 730.

### Función pública
Entre 1968 y 1978, habría sido funcionario de la Secretaría de Prensa del Ministerio del Interior.. En la página 110 de su libro "La Patria Periódistica", Susana Carnevale ubica a un joven Raúl Portal en el cargo de Jefe de Prensa del Ministerio del Interior, era agosto de 1969, el ministro del Interior era el General de Brigada Francisco Antonio Imaz y era presidente "de facto" de la Argentina el General Juan Carlos Onganía. En dicho libro a Portal se lo menciona confirmando oficialmente la clausura del semanario Primera Plana y el secuestro de su edición Nº345.
Según el periodista Carlos Polimeni en una nota publicada en el diario Página/12 en 1995, durante el Proceso de Reorganización Nacional, Raúl Portal habría encabezado junto a su colega Julio Lagos una "cruzada para limpiar la imagen del país", gestada como una respuesta previa a la Copa Mundial de Fútbol de 1978 y en respuesta a la "campaña antiargentina", como llamaba la dictadura militar a las protestas internacionales por las violaciones de Derechos Humanos que se concretaban en el país. Para ese fin Portal y Lagos habrían recibido apoyo de la Junta Militar para la creación de una emisora de radio. Polimeni no aporta evidencias sobre el nombre y la existencia de la supuesta emisora.

## Fallecimiento
Portal falleció en la ciudad porteña de Buenos Aires el 14 de octubre de 2020 a los 81 años de edad luego de sufrir varios ACV desde 2018 y estar internado desde el mes de julio de 2020 por una neumonía bilateral.

## Discografía
- 1988: Noti Dormi - ATC PRODUCCIONES FONOGRÁFICAS
- 2001: Mi gato - Junto al Trío San Javier - ARION RECORDS

## Libros
- 1988: Diccionario "Pequeño Portal Ilustrado" - Editorial Planeta

## Defensa de Julio César Grassi
A partir de varias denuncias de abuso de menores contra el sacerdote católico Julio César Grassi (fundador de la obra "Felices los Niños"), Portal emprendió una férrea defensa del acusado, a quien siguió considerando inocente a pesar de que la justicia argentina lo encontró culpable y condenó a 15 años de prisión, fallo confirmado en tres ocasiones por tres cámaras diferentes. Es en este sentido, además de defenderlo en infinidad de entrevistas radiales, televisivas y gráficas, publicó en Youtube dos videos que contienen, según él, una "contundente prueba a favor del Padre Grassi".

## Polémica con Ricardo Schiaritti
El 13 de diciembre de 1994 el parapsicólogo y mediático argentino Ricardo Schiaritti "vaticinó" en el programa "Nico" de Nicolás Repetto que se transmitía por Telefe, que en mayo de 1995 iba a estar disponible a nivel global la vacuna contra el SIDA. Raúl Portal se manifestó totalmente en contra de estas afirmaciones hechas desde su carácter de "mentalista", aduciendo que "no se puede jugar con la vida, o lo que le queda de vida, a algunas personas". Esto originó una polémica mediática entre ambos, en la que Schiaritti se defendió mediante el uso de generalidades, sin referirse específicamente a lo que había declarado. Finalmente el 28 de julio de 1995, en el programa "El Paparazzi" de Jorge Rial, ambos coincidieron públicamente, donde finalmente Schiaritti terminó admitiendo que se equivocó al realizar tales afirmaciones. Luego de eso desapareció de la escena pública y se radicó en Pinamar.